# Émile Bourgeois
Pour les articles homonymes, voir Bourgeois.
Émile Bourgeois, né le 24 juillet 1857 à Paris et mort le 25 août 1934 à Versailles, est un historien français. Spécialiste du XVIIe siècle, il travaille notamment sur les relations internationales. 

## Biographie

### Jeunesse et études
Émile Bourgeois étudie à l'École normale supérieure de la rue d'Ulm à partir de 1877. Il est reçu deuxième à l'agrégation d'histoire en 1880. 
Le 24 juin 1885, il soutient ses deux thèses de doctorat ès lettres à la Faculté de Paris. La première, en français, traite de la société carolingienne à travers l'étude d'un document bien connu des historiens médiévistes : le capitulaire de Quierzy. La deuxième, en latin, s'intéresse à l'état des provinces romaines à la fin de la République.

### Parcours professionnel
Reçu à l'agrégation, Bourgeois est nommé professeur d'histoire à titre provisoire au lycée de Troyes puis au lycée d'Angers. En 1882, il est chargé d'un cours complémentaire à la faculté de lettres de l'université de Caen.
En 1885, il est recruté au sein de la faculté de lettres de l'université de Lyon avec Georges Blondel aux côtés d'Émile Joseph Belot en tant que professeur d'histoire. Il occupe également la fonction de secrétaire de la bibliothèque universitaire de la faculté. Il organise notamment le Bulletin des travaux de l'Université de Lyon.  Il donne par ailleurs des cours d'histoire à l'École du service de santé militaire en 1889. 
Il reste à ce poste jusqu'en 1895, date à laquelle il est nommé maître de conférences à l'École normale supérieure. En 1897, il est recruté par Émile Boutmy pour enseigner l'histoire diplomatique à l'École libre des sciences politiques. Il dispense ce cours jusqu'en 1934, à sa mort.
Il quitte l'ENS en 1904 lorsqu'il est nommé professeur à la Sorbonne. Il enseigne notamment l’histoire politique et diplomatique des temps modernes, ainsi que, en 1921, l'histoire moderne et contemporaine. Il prend sa retraite en 1932 mais conserve son cours à Sciences Po.

### Autres fonctions
Il est également l'éditeur scientifique des mémoires d'Ézéchiel Spanheim et des instructions du roi aux diplomates français envoyés en Hollande, et a mené avec Louis André le recensement de toutes les sources utiles pour écrire l'histoire du XVIIe siècle. En 1901, il est l'un des membres fondateurs puis devient le président de la Société d'histoire moderne. 
Parmi ses autres collaborations, il écrit pour la Revue historique, la Revue critique, la République française et le Temps. 
Concernant l'éducation, il figure parmi les organisateurs de l'École professionnelle Jules-Ferry ainsi que des maisons d'éducation des lycées de jeunes filles. Il s'est également vu confier en 1899 un rapport sur la réforme de l'enseignement secondaire. 
Il est élu membre de l'Académie des sciences morales et politiques en 1920 et meurt en 1934.

## Œuvres
- Le capitulaire de Kiersy-sur-Oise (877) : étude sur l'état et le régime politique de la société carolingienne à la fin du IXe siècle, d'après la législation de Charles le Chauve, Paris : Hachette, 1885
- Hugues l'abbé, margrave de Neustrie à la fin du IXe siècle, Caen : F. Le Blanc-Hardel, 1885
- Neuchâtel et la politique prussienne en Franche-Comté (1702-1713) d'après des documents inédits des archives de Paris, Berlin et Neuchâtel, Paris : E. Leroux, 1887
- Manuel historique de politique étrangère, Paris : Belin frères, 1892-1898, 2 vol.
- Le Grand siècle : Louis XIV, les arts, les idées, Paris : Hachette, 1896

Prix Narcisse-Michaut de l’Académie française 1897
- Les Réformes de l'enseignement secondaire, note présentée à la Commission de l'enseignement de la Chambre des Députés (8 février 1899), Versailles : impr. de Cerf, (1899)
- L'Enseignement secondaire selon le vœu de la France, Paris : A. Chevalier-Marescq, 1900
- Édition d'Ézéchiel Spanheim, Relation de la cour de France en 1690, Paris : A. Picard et fils, 1900
- Les Archives d'art de la Manufacture de Sèvres, rapport adressé à M. le ministre de l'instruction publique et des beaux-arts et inventaire sommaire, Paris : Cerf, 1905
- La Diplomatie secrète au XVIIIe siècle, ses débuts, Paris : A. Colin, 1907
- Le Biscuit de Sèvres au XVIIIe siècle, Paris: Goupil et Cie : Manzy, Joyant et Cie successeurs, 1909
- Les origines et les responsabilités de la grande guerre, Paris : Hachette , 1922
- édition de Recueil des instructions données aux ambassadeurs et ministres de France depuis les traités de Westphalie jusqu'à la Révolution française. XIII, Hollande, Paris : E. de Boccard, 1924.
- Les sources de l'histoire de France : le XVIIe siècle (1610-1715), Paris : A. Picard et fils, 1913-1935, 8 vol. (avec Louis André)